# World Curling Tour 2013/2014
Cykl rozgrywek Asham World Curling Tour 2013/2014 rozpoczął się 16 sierpnia 2013 w Fort Wayne nowym kobiecym turniejem Fort Wayne Summer Cash Spiel.
Kobiety rywalizowali w 40 turniejach, mężczyźni w 59.

## Kobiety
|    | Zawody                                                                                | Zwycięzca           | Finalista         | Liczba drużyn | Pula nagród   | Nagroda zwycięzcy |
| -- | ------------------------------------------------------------------------------------- | ------------------- | ----------------- | ------------- | ------------- | ----------------- |
| 1  | Fort Wayne Summer Cash Spiel Fort Wayne, 16–18 sierpnia 2013                          | Wang Bingyu         | Jiang Yilun       | 12            | 6 000 (USD)   | 2 000 (USD)       |
| 4  | StuSells Oakville Tankard Oakville, 5-8 września 2013                                 | Sherry Middaugh     | Cathy Auld        | 25            | 24 000 (CAD)  | 5 000 (CAD)       |
| 4  | Denham Hospitality Summer Classic Leduc, 6-8 września 2013                            | Wang Bingyu         | Valerie Sweeting  | 16            | 9 100 (CAD)   | 2 000 (CAD)       |
| 4  | Good Times Bonspiel Calgary, 6-8 września 2013                                        | Cheryl Bernard      | Jocelyn Peterman  | 16            | 8 000 (CAD)   | 2 000 (CAD)       |
| 5  | The Shoot-Out Edmonton, 12–15 września 2013                                           | Crystal Webster     | Chantelle Eberle  | 32            | 26 000 (CAD)  | 5 500 (CAD)       |
| 6  | AMJ Campbell Shorty Jenkins Classic Brockville, 19–22 września 2013                   | Mirjam Ott          | Rachel Homan      | 12            | 18 000 (CAD)  | 6 500 (CAD)       |
| 6  | Cloverdale Cash Spiel Surrey, 20–22 września 2013                                     | Patti Knezevic      | Kalia Van Osch    | 16            | 8 050 (CAD)   | 2 100 (CAD)       |
| 6  | FSCC Early Cash Blaine, 20–22 września 2013                                           | Cory Christensen    | Cassandra Potter  | 12            | 7 000 (USD)   | 3 000 (USD)       |
| 6  | Stockholm Ladies Cup Danderyd, 20–22 września 2013                                    | Silvana Tirinzoni   | Michèle Jäggi     | 16            | 200 000 (SEK) | 70 000 (SEK)      |
| 7  | KW Fall Classic Kitchener, 26–29 września 2013                                        | Julie Hastings      | Susan McKnight    | 20            | 12 000 (CAD)  | 3 300 (CAD)       |
| 8  | Prestige Hotels & Resorts Curling Classic Vernon, 3-6 października 2013               | Wang Bingyu         | Mirjam Ott        | 32            | 39 500 (CAD)  | 9 000 (CAD)       |
| 8  | St. Paul Cash Spiel Saint Paul, 4-6 października 2013                                 | Michelle Montford   | Alexandra Carlson | 12            | 7 200 (USD)   | 3 091 (CAD)       |
| 8  | Avonair Cash Spiel Edmonton, 4-6 października 2013                                    | Jessie Kaufman      | Holly Whyte       | 16            | 11 000 (CAD)  | 3 000 (CAD)       |
| 9  | Womens Masters Basel Bazylea, 11–13 października 2013                                 | Silvana Tirinzoni   | Mirjam Ott        | 24            | 32 100 (CHF)  | 10 000 (CHF)      |
| 9  | Curlers Corner Autumn Gold Curling Classic Calgary, 11–14 października 2013           | Eve Muirhead        | Wang Bingyu       | 32            | 50 000 (CAD)  | 14 000 (CAD)      |
| 10 | Stroud Sleeman Cash Spiel Stroud, 17–20 października 2013                             | Heather Graham      | Julie Hastings    | 12            | 6 000 (CAD)   | 2 000 (CAD)       |
| 10 | Medicine Hat Charity Classic Medicine Hat, 18–21 października 2013                    | Anna Sidorowa       | Sayaka Yoshimura  | 32            | 20 000 (CAD)  | 5 500 (CAD)       |
| 10 | Atkins Curling Supplies Women’s Classic Winnipeg, 18–21 października 2013             | Darcy Robertson     | Jill Thurston     | 24            | 16 000 (CAD)  | 4 700 (CAD)       |
| 10 | Kamloops Crown of Curling Kamloops, 18–21 października 2013                           | Allison Pottinger   | Ayumi Ogasawara   | 24            | 34 000 (CAD)  | 8 000 (CAD)       |
| 11 | Challenge Chateau Cartier de Gatineau Gatineau, 24–27 października 2013               | Lisa Farnell        | Katie Morrissey   | 16            | 15 000 (CAD)  | 4 500 (CAD)       |
| 11 | Shamrock Shotgun Edmonton, 25–27 października 2013                                    | Jiang Yilun         | Jessie Kaufman    | 16            | 8 500 (CAD)   | 2 500 (CAD)       |
| 11 | Manitoba Liquor & Lotteries Women’s Curling Classic Winnipeg, 25–28 października 2013 | Jennifer Jones      | Jill Thurston     | 32            | 60 000 (CAD)  | 15 000 (CAD)      |
| 12 | Masters of Curling Abbotsford, 30 października-3 listopada 2013                       | Rachel Homan        | Eve Muirhead      | 15            | 100 000 (CAD) | 23 000 (CAD)      |
| 12 | Royal LePage OVCA Women’s Fall Classic Kemptville, 31 października-3 listopada 2013   | Suzanne Birt        | Darcy Robertson   | 24            | 15 000 (CAD)  | 5 000 (CAD)       |
| 12 | Red Deer Curling Classic Red Deer, 1-4 listopada 2013                                 | Binia Feltscher     | Kristie Moore     | 32            | 38 000 (CAD)  | 10 000 (CAD)      |
| 13 | Dave Jones Molson Mayflower Cashspiel Halifax, 8–10 listopada 2013                    | Heather Smith-Dacey | Andrea Crawford   | 12            | 5 700 (CAD)   | 2 200 (CAD)       |
| 13 | Coronation Business Group Ladies Classic Maple Ridge, 9–11 listopada 2013             | Roberta Kuhn        | Kalia Van Osch    | 15            | 11 400 (CAD)  | 3 800 (CAD)       |
| 14 | Mount Lawn Gord Carroll Classic Whitby, 13–17 listopada 2013                          | Julie Hastings      | Laura Payne       | 15            | 7 750 (CAD)   | 2 600 (CAD)       |
| 14 | International ZO Womens Tournament Wetzikon, 15–17 listopada 2013                     | Anna Sidorowa       | Silvana Tirinzoni | 24            | 14 000 (CHF)  | 6 000 (CHF)       |
| 14 | Colonial Square Ladies Classic Saskatoon, 15–18 listopada 2013                        | Jennifer Jones      | Michèle Jäggi     | 32            | 50 000 (CAD)  | 13 000 (CAD)      |
| 15 | DEKALB Superspiel Morris, 21–24 listopada 2013                                        | Barb Spencer        | Michèle Jäggi     | 16            | 24 000 (CAD)  | 8 000 (CAD)       |
| 15 | Spruce Grove Cashspiel Spruce Grove, 22–24 listopada 2013                             | Amy Nixon           | Nicky Kaufman     | 16            | 8 000 (CAD)   | 2 700 (CAD)       |
| 16 | MCT Championships Beausejour, 29 listopada–1 grudnia 2013                             | Joelle Brown        | Michelle Montford | 12            | 7 600 (CAD)   | 1 880 (CAD)       |
| 16 | Molson Cash Spiel Duluth, 29 listopada–1 grudnia 2013                                 | Jenna Haag          | Courtney George   | 12            | 7 200 (USD)   | 2 450 (CAD)       |
| 16 | Boundary Ford Curling Classic Lloydminster, 30 listopada-3 grudnia 2013               | Amber Holland       | Jessie Kaufman    | 24            | 24 000 (CAD)  | 8 000 (CAD)       |
| 21 | Yi Chun Ladies International Yichun, 28 grudnia 2013–2 stycznia 2014                  | Tracy Horgan        | Jiang Yilun       | 8             | 16 000 (CAD)  | 7 000 (CAD)       |
| 22 | International Bernese Ladies Cup Berno, 10–12 stycznia 2014                           | Eve Muirhead        | Anna Sidorowa     | 32            | 20 500 (CHF)  | 6 000 (CHF)       |
| 23 | Glynhill Ladies International Glasgow, 17–19 stycznia 2014                            | Mirjam Ott          | Wang Bingyu       | 16            | 8 200 (GBP)   | 2 500 (GBP)       |
| 33 | Pomeroy Inn & Suites Prairie Showdown Grande Prairie, 27-30 marca 2014                | Silvana Tirinzoni   | Eve Muirhead      | 16            | 50 000 (CAD)  | 16 000 (CAD)      |
| 36 | Players’ Championship Summerside, 15–20 kwietnia 2014                                 | Jennifer Jones      | Rachel Homan      | 15            | 100 000 (CAD) | 23 500 (CAD)      |

## Mężczyźni
|    | Zawody                                                                                  | Zwycięzca         | Finalista           | Liczba drużyn | Pula nagród   | Nagroda zwycięzcy |
| -- | --------------------------------------------------------------------------------------- | ----------------- | ------------------- | ------------- | ------------- | ----------------- |
| 3  | Baden Masters Baden, 20 sierpnia–1 września 2013                                        | Brad Gushue       | Thomas Ulsrud       | 20            | 32 500 (CHE)  | 11 000 (CHE)      |
| 4  | StuSells Oakville Tankard Oakville, 5-8 września 2013                                   | Brad Jacobs       | Kevin Koe           | 35            | 34 000 (CAD)  | 8 000 (CAD)       |
| 4  | Denham Hospitality Summer Classic Leduc, 6-8 września 2013                              | Liu Rui           | Daylan Vavrek       | 16            | 9 100 (CAD)   | 2 000 (CAD)       |
| 4  | Good Times Bonspiel Calgary, 6-8 września 2013                                          |                   |                     | 16            | 8 000 (CAD)   | (CAD)             |
| 5  | The Shoot-Out Edmonton, 12–15 września 2013                                             | Kevin Martin      | Steve Laycock       | 16            | 18 000 (CAD)  | (CAD)             |
| 6  | AMJ Campbell Shorty Jenkins Classic Brockville, 19–22 września 2013                     | Brad Jacobs       | Jeff Stoughton      | 24            | 45 400 (CAD)  | 10 400 (CAD)      |
| 6  | Cloverdale Cash Spiel Surrey, 20–22 września 2013                                       | Dean Joanisse     | Ken McArdle         | 16            | 8 050 (CAD)   | 2 400 (CAD)       |
| 6  | FSCC Early Cash Blaine, 20–22 września 2013                                             | Craig Brown       | Korey Dropkin       | 18            | 10 000 (USD)  | 3 084 (CAD)       |
| 7  | KW Fall Classic Kitchener, 26–29 września 2013                                          | Scott McDonald    | Jake Walker         | 16            | 8 500 (CAD)   | 2 300 (CAD)       |
| 7  | Point Optical Curling Classic Saskatoon, 27-30 września 2013                            | Jeff Stoughton    | Kevin Martin        | 32            | 50 000 (CAD)  | 12 000 (CAD)      |
| 8  | Swiss Cup Basel Bazylea, 3-6 października 2013                                          | Thomas Ulsrud     | Oskar Eriksson      | 32            | 43 200 (CHF)  | 14 000 (CHF)      |
| 8  | Avonair Cash Spiel Edmonton, 4-6 października 2013                                      | Ted Appelman      | Shane Park          | 20            | 11 000 (CAD)  | 3 000 (CAD)       |
| 8  | St. Paul Cash Spiel Saint Paul, 4-6 października 2013                                   | Scott Ramsay      | Tyler George        | 24            | 16 000 (USD)  | 4 739 (CAD)       |
| 8  | Prestige Hotels & Resorts Curling Classic Vernon, 4-7 października 2013                 | Kevin Koe         | Brady Clark         | 16            | 26 000 (CAD)  | 7 500 (CAD)       |
| 9  | Direct Horizontal Drilling Fall Classic Edmonton, 11–14 października 2013               | Kevin Martin      | Brock Virtue        | 24            | 50 000 (CAD)  | 13 000 (CAD)      |
| 9  | StuSells Toronto Tankard Oakville, 11–14 października 2013                              | Glenn Howard      | Mike McEwen         | 24            | 45 000 (CAD)  | 15 000 (CAD)      |
| 10 | Stroud Sleeman Cash Spiel Stroud, 17–20 października 2013                               | Greg Balsdon      | Heath McCormick     | 24            | 14 000 (CAD)  | 3 000 (CAD)       |
| 10 | Thompson Curling Challenge Urdorf, 18–20 października 2013                              | Mike Wenger       | Bernhard Werthemann | 16            | 8 800 (CHF)   | 1 600 (CHF)       |
| 10 | Canad Inns Prairie Classic Portage la Prairie, 18–21 października 2013                  | Mike McEwen       | Glenn Howard        | 32            | 60 000 (CAD)  | 18 000 (CAD)      |
| 10 | Medicine Hat Charity Classic Medicine Hat, 18–21 października 2013                      | Randy Bryden      | Scott Bitz          | 24            | 34 000 (CAD)  | 10 000 (CAD)      |
| 10 | Kamloops Crown of Curling Kamloops, 18–21 października 2013                             | Grant Dezura      | Dean Joanisse       | 22            | 32 000 (CAD)  | 8 000 (CAD)       |
| 11 | Bernick's Miller Lite Open Bemidji, 24–27 października 2013                             | Jeff Currie       | John Shuster        | 18            | 14 000 (USD)  | 3 132 (CAD)       |
| 11 | Cactus Pheasant Classic Brooks, 24–27 października 2013                                 | Mike McEwen       | Sven Michel         | 24            | 70 000 (CAD)  | 22 000 (CAD)      |
| 11 | Challenge Chateau Cartier de Gatineau Gatineau, 24–27 października 2013                 | Brad Gushue       | Rob Rumfeldt        | 32            | 42 000 (CAD)  | 11 000 (CAD)      |
| 11 | Curling Masters Champéry Champéry, 25–27 października 2013                              | James Grattan     | Marc Pfister        | 24            | 40 000 (CHF)  | 16 341 (CAD)      |
| 11 | McKee Homes Fall Curling Classic Airdrie, 25–27 października 2013                       | Matthew Blandford | Josh Lambden        | 16            | 13 500 (CAD)  | 4 000 (CAD)       |
| 11 | Shamrock Shotgun Edmonton, 25–27 października 2013                                      | Tom Appelman      | Mike Hutchings      | 16            | 9 400 (CAD)   | 2 500 (CAD)       |
| 11 | Stonebridge Hotel Curling Classic - Competitive Grande Prairie, 25–27 października 2013 | Kurt Balderston   | Kerry Moore         | 16            | 10 000 (CAD)  | 3 000 (CAD)       |
| 12 | Masters of Curling Abbotsford, 30 października-3 listopada 2013                         | Glenn Howard      | Kevin Martin        | 15            | 100 000 (CAD) | 25 000 (CAD)      |
| 12 | Courtesy Freight Northern Ontario Superspiel Thunder Bay, 1-3 listopada 2013            | Tervor Bonot      | Bryan Burgess       | 24            | 15 000 (CAD)  | 5 000 (CAD)       |
| 12 | Red Deer Curling Classic Red Deer, 1-4 listopada 2013                                   | Brock Virtue      | Jeff Richard        | 32            | 38 000 (CAD)  | 10 000 (CAD)      |
| 13 | Edinburgh International Edynburg, 8–10 listopada 2013                                   | David Edwards     | Ross McCleary       | 24            | 10 000 (GBP)  | 4 000 (GBP)       |
| 13 | Original 16 WCT Bonspiel Calgary, 8–10 listopada 2013                                   | Kim Chang-Min     | Thomas Scoffin      | 24            | 24 800 (CAD)  | 5 600 (CAD)       |
| 13 | Dave Jones Molson Mayflower Cashspiel Halifax, 8–11 listopada 2013                      | Lee Buott         | Mark Dacey          | 12            | 12 300 (CAD)  | 2 500 (CAD)       |
| 13 | Whites Drug Store Classic Swan River, 8–11 listopada 2013                               | Pascal Hess       | Jason Jacobson      | 24            | 50 000 (CAD)  | 12 000 (CAD)      |
| 13 | Coronation Business Group Mens Classic Maple Ridge, 9–11 listopada 2013                 | Sean Geall        | Grant Dezura        | 15            | 7 500 (CAD)   | 1 500 (CAD)       |
| 14 | Canadian Open of Curling Kelowna, 13–17 listopada 2013                                  | Kevin Koe         | Brad Gushue         | 18            | 100 000 (CAD) | 25 000 (CAD)      |
| 14 | Mount Lawn Gord Carroll Classic Whitby, 13–17 listopada 2013                            | Wayne Tuck Junior | Craig Kochan        | 20            | 17 000 (CAD)  | 5 000 (CAD)       |
| 14 | Dauphin Clinic Pharmacy Classic Dauphin, 15–18 listopada 2013                           | Scott Bitz        | David Kraichy       | 32            | 32 000 (CAD)  | 8 000 (CAD)       |
| 15 | Challenge Casino de Charlevoix Clermont, 21–24 listopada 2013                           | Brad Jacobs       | Martin Ferland      | 20            | 37 000 (CAD)  | 12 000 (CAD)      |
| 15 | DEKALB Superspiel Morris, 21–24 listopada 2013                                          | Steen Sigurdson   | Jeff Hartung        | 16            | 30 000 (CAD)  | 10 000 (CAD)      |
| 15 | Spruce Grove Cashspiel Spruce Grove, 21–24 listopada 2013                               | Brendan Bottcher  | Jamie King          | 16            | 10 300 (CAD)  | 2 700 (CAD)       |
| 16 | Black Diamond/High River Cash Black Diamond/High River, 29 listopada–1 grudnia 2013     | Robert Schlender  | Dean Mamer          | 16            | 8 000 (CAD)   | 2 500 (CAD)       |
| 16 | Coors Light Cash Spiel Duluth, 29 listopada–1 grudnia 2013                              | Craig Brown       | Jeff Currie         | 24            | 14 400 (USD)  | 3 195 (CAD)       |
| 16 | MCT Championships Beausejour, 29 listopada–1 grudnia 2013                               | Kelly Marnoch     | William Lyburn      | 16            | 9 200 (CAD)   | 2 000 (CAD)       |
| 16 | Seattle Cash Spiel Seattle, 29 listopada–1 grudnia 2013                                 | Brady Clark       | Jeff Richard        | 16            | 10 000 (USD)  | 3 000 (USD)       |
| 16 | Weatherford Curling Classic Estevan, 29 listopada–2 grudnia 2013                        | Liu Rui           | Bruce Korte         | 32            | 32 000 (CAD)  | 10 000 (CAD)      |
| 17 | Madison Cash Spiel Madison, 6-8 grudnia 2013                                            | Todd Birr         | Mike Farbelow       | 16            | 10 800 (USD)  | (USD)             |
| 18 | Truro Cashspiel Truro, 13–15 grudnia 2013                                               | Chad Stevens      | Mark Kehoe          | 18            | 9 000 (CAD)   | 2 400 (CAD)       |
| 18 | Vic Open Quebec, 13–16 grudnia 2013                                                     | Martin Ferland    | Philippe Lemay      | 15            | 12 000 (CAD)  | 2 400 (CAD)       |
| 18 | Curl Mesabi Classic Eveleth, 14–16 grudnia 2013                                         | Bryan Burgess     | Sven Michel         | 24            | 18 000 (USD)  | 5 333 (CAD)       |
| 21 | Mecure Perth Masters Perth, 2-5 stycznia 2014                                           | Logan Gray        | Oskar Eriksson      | 32            | 17 160 (GBP)  | 6 000 (GBP)       |
| 21 | FSCC U.S. Open of Curling Blaine, 3-5 stycznia 2014                                     | Liu Rui           | Scott Ramsay        | 24            | 23 000 (USD)  | 8 523 (CAD)       |
| 24 | Red Square Classic Moskwa, 20–22 stycznia 2014                                          | Aleksiej Cełousow | Brad Gushue         | 8             | 22 000 (CAD)  | (CAD)             |
| 24 | German Masters Hamburg, 24–26 stycznia 2014                                             | Sven Michel       | Peter de Cruz       | 16            | 15 000 (EUR)  | 9 123 (CAD)       |
| 31 | The National Fort McMurray, 12–16 marca 2014                                            | Glenn Howard      | Brad Gushue         | 18            | 100 000 (CAD) | 24 000 (CAD)      |
| 33 | Pomeroy Inn & Suites Prairie Showdown Grande Prairie, 27-30 marca 2014                  | Mike McEwen       | Jeff Stoughton      | 16            | 50 000 (CAD)  | 15 000 (CAD)      |
| 35 | European Masters St. Gallen, 9–12 kwietnia 2014                                         | Pascal Hess       | Logan Gray          | 8             | 26 000 (CHF)  | 13 213 (CAD)      |
| 36 | Players’ Championship Summerside, 15–20 kwietnia 2014                                   | Kevin Martin      | Brad Jacobs         | 15            | 100 000 (CAD) | 23 500 (CAD)      |

## Rankingi
| #  | Drużyna                | CAD$   |
| -- | ---------------------- | ------ |
| 1  | Silvana Tirinzoni      | 71 887 |
| 2  | Jennifer Jones         | 66 400 |
| 3  | Eve Muirhead           | 57 150 |
| 4  | Rachel Homan           | 51 900 |
| 5  | Michèle Jäggi          | 39 673 |
| 6  | Mirjam Ott             | 35 215 |
| 7  | Wang Bingyu            | 33 121 |
| 8  | Anna Sidorowa          | 29 312 |
| 9  | Stefanie Lawton        | 25 500 |
| 10 | Margaretha Sigfridsson | 26 314 |

| #  | Drużyna        | CAD$   |
| -- | -------------- | ------ |
| 1  | Mike McEwen    | 90 623 |
| 2  | Glenn Howard   | 90 300 |
| 3  | Kevin Martin   | 89 900 |
| 4  | Brad Gushue    | 76 069 |
| 5  | Kevin Koe      | 75 000 |
| 6  | Brad Jacobs    | 62 400 |
| 7  | Jeff Stoughton | 61 000 |
| 8  | Sven Michel    | 50 844 |
| 9  | Pascal Hess    | 43 831 |
| 10 | Rui Liu        | 38 554 |